# Máša Gessenová
Masha Gessen (v češtině někdy Máša Gessen, * 13. ledna 1967 Moskva) je americká osoba zabývající se publicistikou a aktivismem za práva LGBT komunity rusko-židovského původu, dlouhodobě kritizuje ruského prezidenta Vladimira Putina. V minulosti působili jako novinářstvo v Rusku.

## Život
Narodili se do moskevské židovské rodiny; jejich pradědeček Jakub Goldberg (otec jejich babičky Ester Goldbergové) zemřel v białystockém ghettu nebo v koncentračním táboře. V roce 1981, když měli Gessen 14 let, se rodina prostřednictvím programu pro přesídlování uprchlíků přestěhovala do Spojených států.
V roce 1991 Gessen přesídlila do Moskvy, kde působili v žurnalistice, LGBT aktivismu a kritice politického směřování země pod vedením Vladimira Putina. V letech 1993–1998 působili v moskevské organizaci pro podporu LGBT práv. Již v roce 1998 napsali kritický profil Putina pro magazín Vanity Fair. V září 2012 se stali ředitelstvem ruského vysílání Rádia Svobodná Evropa. V roce 2012 vydali kritickou knihu Muž bez tváře: Neuvěřitelný vzestup Vladimira Putina, která byla přeložena asi do dvaceti jazyků včetně češtiny.
V obavě před možným odebráním jejich adoptivního syna v souvislosti s novou ruskou legislativou zakazující propagaci homosexuality v prosinci 2013 natrvalo odešli z Ruska a přestěhovali se do New Yorku.
V roce 2004 si v USA vzali za ženu ruskou občanku a moskevskou LGBT aktivistku Světlanu Generalovou; toto manželství skončilo rozvodem. Po svém příchodu do Spojených států na konci roku 2013 vstoupili do manželství s Darju Oreškinovou. Gessen má tři děti, z toho dvě biologické: adoptivního ruského syna Vovu (narozen 1997), dceru Jolku (narozena 2001 v USA) a dalšího syna (narozen 2012). Gessen se identifikuje jako nebinární osoba a k oslovování používá zájmeno „oni“.